# Denazyfikacja

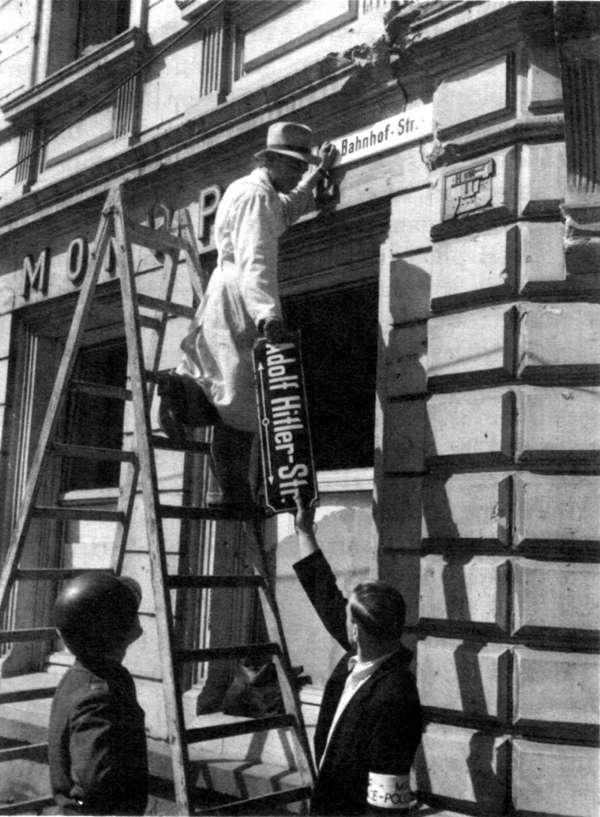
Denazyfikacja nazwy ulicy z „Adolf Hitler–Straße” na „Bahnhof–Straße”

Denazyfikacja (niem. Entnazifizierung) – środki podjęte po II wojnie światowej w celu wykorzenienia zasad, ustaw oraz organizacji nazistowskich z życia polityczno-społecznego Niemiec oraz Austrii.
Zapowiedziana została na konferencji jałtańskiej, a konkretne postanowienia podjęto na konferencji poczdamskiej. Realizowana przez wojskowe władze okupacyjne czterech mocarstw (USA, ZSRR, Wielkiej Brytanii, Francji) w podległych im strefach okupacyjnych Niemiec na mocy ustaw oraz rozporządzeń Sojuszniczej Rady Kontroli Niemiec.
Obejmowała m.in. rozwiązanie wszelkich instytucji nazistowskich, zniesienie ustawodawstwa nazistowskiego, postawienie przed sądem winnych zbrodni wojennych oraz usunięcie nazistów ze stanowisk publicznych.
Denazyfikacja została zakończona w strefie radzieckiej w 1948, w amerykańskiej w 1949, w brytyjskiej i francuskiej w 1950 r. Przyniosła ona ograniczone rezultaty. Jej niekonsekwentne przeprowadzenie utrudniło ściganie zbrodniarzy nazistowskich i umożliwiło wielu byłym nazistom obejmowanie stanowisk w życiu publicznym Niemiec.

## Przebieg denazyfikacji w poszczególnych strefach okupacyjnych
W poszczególnych strefach zatrzymano:
- amerykańska strefa okupacyjna – 95 250 (uwolniono od zarzutów 44 244 = 46%)
- brytyjska strefa okupacyjna – około 64,5 tys. osób (uwolniono od zarzutów około 34 tys. = 53%)
- francuska strefa okupacyjna – 18 963 (uwolniono od zarzutów 8040 = 42%)
- radziecka strefa okupacyjna – 67 179 (uwolniono od zarzutów 8214 = 12%)

W strefach zachodnich zapadło przy tym 806 wyroków śmierci, z czego wykonano 486.

### Amerykańska strefa okupacyjna
Członkowie hitlerowskiego aparatu władzy i urzędnicy byli w strefie amerykańskiej weryfikowani przed złożonymi z obywateli i obradującymi pod nadzorem władz wojskowych 545 regionalnymi oddziałami sądów. Weryfikacja następowała na podstawie liczącego 131 pytań formularza personalnego, podejrzanych następnie dzielono na pięć kategorii:
1. główni winni (Hauptschuldige)
2. obciążeni (Belastete)
3. obciążeni w mniejszym stopniu (Minderbelastete)
4. współpodążający (Mitläufer)
5. uwolnieni od zarzutów (Entlastete)

W 1948 zdecydowano o pospiesznym zakończeniu denazyfikacji wobec zagrożenia ewentualną konfrontacją zbrojną z ZSRR. Uwolnieni od zarzutów otrzymywali dokument głoszący: Na podstawie informacji z Pani/Pana formularza osobowego nie podlega Pani/Pan Ustawie o Uwolnieniu od Narodowego Socjalizmu i Militaryzmu z 5 marca 1946.

### Brytyjska strefa okupacyjna
W strefie brytyjskiej denazyfikacja miała przebieg bardziej nieformalny niż w amerykańskiej, polegała głównie na wymianie elit rządzących i odbywała się przed lokalnymi komisjami denazyfikacyjnymi, złożonymi zwykle z lokalnych działaczy partii antyfaszystowskich (głównie SPD). Także tutaj dzielono hitlerowców na pięć klas (oznaczanych cyframi 1 do 5), przy czym zaliczeni do kategorii pierwszej i drugiej byli stawiani przed brytyjskim sądem wojskowym.

### Radziecka strefa okupacyjna
W radzieckiej strefie denazyfikacja przebiegła najszybciej, m.in. ze względu na to, że rządy objęli najbardziej spośród stronnictw politycznych prześladowani przez nazistów komuniści i socjaliści. Schwytanych nazistów przetrzymywano w byłych obozach koncentracyjnych. Samo członkostwo w NSDAP było nierzadko traktowane jako przestępstwo, zaś dostęp byłych nazistowskich urzędników do urzędów państwowych był poza pojedynczymi przypadkami uniemożliwiony. W strefie radzieckiej wykonano kilkakrotnie więcej wyroków śmierci niż w strefach zachodnich razem wziętych, wiele osób zmarło w czasie przesłuchań i tortur, a także z powodu panujących w obozach warunków sanitarnych (łącznie co najmniej 42 tys. osób). Wielu nazistów zdołało jeszcze przed kapitulacją lub wkrótce po wojnie zbiec do zachodnich stref okupacyjnych, aby tam poddać się władzom wojskowym.

## Sprawa artykułu 131
W związku z brakiem kadr na podstawie artykułu 131 ustawy zasadniczej RFN 10 kwietnia 1951 Bundestag zdecydował niemal jednogłośnie (dwa głosy wstrzymujące się) o dopuszczeniu wszystkich osób, których nie zakwalifikowano do 1 lub 2 kategorii winnych do służby urzędniczej w Republice Federalnej Niemiec. Dopuszczone w ten sposób do służby osoby określano jako 131.